# Distretto di Tinerkouk
Il distretto di Tinerkouk è un distretto della provincia di Timimoun, in Algeria, con capoluogo Tinerkouk.

## Comuni
Il distretto di Tinerkouk comprende 2 comuni:
- Ksar Kaddour
- Tinerkouk